# タケホープ
タケホープ（欧字名:Take Hope、1970年3月24日 - 1994年7月16日）は、日本の競走馬、種牡馬。
1973年の優駿賞年度代表馬、優駿賞最優秀4歳牡馬。東京優駿（日本ダービー）では、10連勝中と注目を集めたハイセイコーを3着に退け優勝、さらに菊花賞でも同様にハイセイコーを下して二冠馬となった。他の勝鞍に1974年の天皇賞（春）、アメリカジョッキークラブカップ。
半姉に1972年の優駿牝馬（オークス）を優勝したタケフブキ（父パーソロン）がいる。

## 生涯

### デビューまで
ハヤフブキは、ビューチフルドリーマー系に属する牝馬で、祖母のマーヴェラスは全姉弟には1955年の皐月賞優勝馬ケゴン、半弟妹にマツカゼオーやオーハヤブサがいた。競走馬として31戦4勝という成績を残し、引退後は北海道浦河町の谷川牧場で繁殖牝馬となった。初年度はパーソロンと交配して、鹿毛の牝馬を産んだ。この牝馬は後にタケフブキと命名され、1972年の優駿牝馬（オークス）を制することとなる。
続く2年目には、1964年のセントレジャーステークス優勝馬インディアナと交配。そして1970年3月24日、谷川牧場にて鹿毛の牡馬（後のタケホープ）が誕生した。誕生直後の仔は、皮膚が薄く、従順であった。また心臓が発達しており、追い運動をしても疲れを見せなかった。谷川牧場の場長は「先頭を切るわけでもなく、いつもマイペースを保っている感じだったが、今思うとタフで天性のステイヤーの資質があったのでしょうね」と幼駒時代を述懐している。

### 競走馬時代

#### 競走馬デビュー
1972年、3歳となり東京競馬場の稲葉幸夫厩舎に入厩。馬インフルエンザ拡大の影響で夏開催となった東京競馬場にて、7月15日の新馬戦（芝1100メートル）に嶋田功が騎乗してデビューした。姉のタケフブキが優駿牝馬を制した直後だったことから人気を集め、単勝1番人気での出走となり、逃げ馬を捕らえて1馬身差の勝利を挙げた。その後、年末までに6戦に出走したが、いずれも勝利を挙げるには至らなかった。
1973年、4歳となり初戦の若竹賞（200万円以下）で2勝目を挙げた。その後、皐月賞出走を目指して東京4歳ステークス、弥生賞と出走するも、どちらも勝利には至らず。皐月賞を回避して休養に入った。4月15日に行われた皐月賞では、ハイセイコーが制し、9戦9勝とした。
4月28日、東京競馬場で行われた4歳中距離特別（芝2000メートル）に出走。陣営は東京優駿を目指していたが、結果次第では東京優駿への出走が危ぶまれる状況であった。レースでは直線で追い上げ逃げたサクラチェスをハナ差差し切って勝利、この結果から東京優駿出走が決定した。騎乗した嶋田は東京優駿に向けて「ハイセイコーが四ツ脚なら、こっちだって四ツ脚だよ」と発言。周囲やマスコミには皮肉としか受け取られなかったが、稲葉は東京優駿について、それなりの勝算を持っていたという。その後、嶋田は東京優駿1週間前の優駿牝馬でナスノチグサで勝利し、優駿牝馬連覇を果たしていた。その直後には「ナスノチグサよりも（東京優駿の）タケホープの方が自信あるくらいだよ」と宣言、直前には稲葉もタケホープの馬主近藤たけに入着を約束するほどの自信を見せていた。

#### 東京優駿（日本ダービー）
5月27日、東京優駿（日本ダービー）に出走。皐月賞後、NHK杯を優勝して10連勝としたハイセイコーが単勝支持率66.6パーセントを占め、当時の東京優駿史上最高支持率を更新した一方、タケホープはその50分の1の支持率に留まる9番人気であった。ハイセイコーが2枠5番からの発走で有利とされる内側から、またタケホープは不利とされる外側、7枠21番からの発走となった。

序盤からボージェストやホワイトフォンテンなど先頭が頻繁に変わり、ハイペースとなった。ハイセイコーは中団馬群の内側、タケホープはそれより後方に位置した。ハイセイコーは進路を求めて外側に転進、第3コーナー付近で早くも先頭直後まで進出していた。一方タケホープは、大外に移り最終コーナーを迎えた。後方有利のペースのせいで伸びあぐねるハイセイコーを、残り200メートルでイチフジイサミがかわし、それを合図にタケホープも加速、イチフジイサミをかわし1馬身4分の3差をつけ、先頭で入線し優勝した。直後に嶋田は観客席の方向に右手を上げて、声援に応えようとしていたが、人気を集めたハイセイコー敗退に観客の反応はタケホープ一様では決してなかった。走破タイムは2分27秒8は、東京優駿レコードタイムを更新。2着のイチフジイサミ、それからさらに3馬身半遅れた3着はハイセイコーとなり、連勝複式（現・枠番連勝）「5 - 7（イチフジイサミ - タケホープ）」は9560円と東京優駿史上最高配当を更新した。稲葉と嶋田のコンビでは、前週の優駿牝馬をナスノチグサで制していたため、2週連続でクラシック競走優勝を果たした。嶋田は、人気のハイセイコーの返し馬を「猫のようにおとなしい」と認識し、この時点でハイセイコーの敗退を断定していたという。また勝因についてこう振り返っている。

#### 菊花賞
東京競馬場の厩舎で夏休みとなり、クラシック三冠の三冠目である菊花賞に向けて、9月24日に関西に渡った。秋初戦は10月21日の京都新聞杯で始動し、ハイセイコーと再び顔を合わせたが、8着に敗退。一方のハイセイコーは2着となった。

11月11日の菊花賞に参戦。京都新聞杯直後の10月24日に嶋田が調教中に落馬して右足を骨折したため、武邦彦に乗り替わった。ハイセイコーが1番人気に支持される中、タケホープは、前走の敗戦と乗り替わりにより人気を落とし6番人気という評価であった。スタートからサチモシローが先手を主張し、前半の1000メートルを65.2秒で通過する「超スローペース」（横尾一彦）の逃げを見せた。出走15頭中、ハイセイコーは3番手、対してタケホープは6番手につけていた。最終周回の第3コーナーでは、ハイセイコーが早めに動いてコーナー過ぎの下り坂で先頭に立ち、直線コースでは馬場の最も内側を選択した。対してタケホープも、早めに進出して好位まで位置を上げて直線に差し掛かり、馬場の中央からハイセイコーを追った。やがて内外2頭は並び立ち、同時に決勝線を通過した。写真判定の結果、外のタケホープがハナ差先着していることが認められ、東京優駿、菊花賞優勝の二冠馬となった。3着にはイチフジイサミが入り、上位3頭は東京優駿と全く同じ3頭であった。武はこう振り返っている。
年末にはこの年の優駿賞年度代表馬及び最優秀4歳牡馬に選出され、稲葉は東京競馬記者クラブ賞を受賞した。

#### 5歳（1974年）
1974年、5歳始動戦は1月20日のアメリカジョッキークラブカップであった。小島太に乗り替わり、菊花賞時より20キログラム増加という自身最高体重で臨んだ。直線に入るまで最後方で待機し、ハイセイコーなど諸々かわして優勝。続く中山記念では、鞍上が嶋田に戻って参戦したが小回りコースの中山競馬場と不良馬場に苦戦、ハイセイコーが大差勝ちを果たす一方で2.2秒離された3着に敗退した。
4月29日の天皇賞（春）に参戦予定であったが、厩務員ストライキが発生したため1週間延期し、5月5日の開催となった。2番人気での出走した。サチモシローが逃げ、ハイセイコー、ストロングエイトがそれを追いかける位置におり、タケホープは中団に位置した。最終コーナーにてハイセイコーとストロングエイトが先頭となり、タケホープは5番手から追い上げ態勢となった。直線ではまずハイセイコーが失速し、ストロングエイトが単独先頭となった。それからタケホープが外から追い上げ、残り50メートルでストロングエイトに並び、クビ差差し切り先頭で入線した。天皇賞（春）優勝を果たし、5歳春にして天皇賞勝ち抜きとなった。馬場から退場しようとするタケホープの脇腹には拍車の跡ができており、血が浮き出るほどであった。稲葉は1954年のオパールオーキット、1964年のヤマトキョウダイに続く天皇賞3勝目となり、10年ごとに3勝を達成した。嶋田は「直線半ばで3着かな、と思ったが、負けられないと思い、必死で馬を促したら伸びてくれた。この馬の精神力の強さには頭が下がります」と振り返っている。
疲れが取れないために、宝塚記念参戦を断念し栗東トレーニングセンターで笹針治療を施されたのち、福島県いわき市の馬用の温泉施設がある競走馬総合研究所常磐支所で夏を過ごした。秋は、オープン競走で復帰し5着敗退。続く有馬記念では、ハイセイコーとともに引退レースとなり、タケホープが1番人気に推された。ハイセイコーと9回目の対戦となったがタニノチカラの逃げ切りに遭い、5馬身遅れた2着にハイセイコー、それにクビ差遅れた3着がタケホープであった。

### 引退後
1975年から種牡馬となり、種付け料は50万円に設定された。初年度は44頭、2年目は60頭、3年目は40頭の繁殖牝馬を集めたが、成績不振から交配を希望する繁殖牝馬が減り、1987年には種付け頭数はゼロになった。産駒にアルゼンチン共和国杯2着のミナガワローレル、東京4歳ステークス3着のカシマボーイの名が挙がる程度で、これといって活躍馬を出せずに終わった。1994年に死亡、墓は生まれ故郷の谷川牧場にある。
死後、2004年にJRAゴールデンジュビリーキャンペーンの「名馬メモリアル競走」として、「タケホープメモリアル」というレースが中山競馬場で施行された。また、2013年には「東京優駿第80回記念」として、「1970'sダービーメモリーズ・タケホープカップ」というレースが東京競馬場で施行されている。

## 競走成績
以下の内容は、netkeiba.comおよびJBISサーチの情報に基づく。
| 競走日     | 競馬場 | 競走名        | 格  | 距離（馬場）  | 頭 数 | 枠 番 | 馬 番 | オッズ （人気） | 着順 | タイム | 騎手      | 斤量 [kg] | 1着馬（2着馬）     |
| ---------- | ------ | ------------- | --- | ------------- | ----- | ----- | ----- | --------------- | ---- | ------ | --------- | --------- | ------------------ |
| 1972.07.15 | 東京   | 3歳新馬       |     | 芝1100m（不） | 7     | 7     | 7     | 001.7（1人）    | 01着 | 1:08.4 | 0嶋田功   | 52        | (マスノボル)       |
| 0000.07.30 | 東京   | すいれん賞    | OP  | 芝1200m（良） | 5     | 1     | 1     | 003.9（2人）    | 05着 | 1:12.8 | 0嶋田功   | 53        | シカゴ             |
| 0000.09.30 | 中山   | 3歳200万下    |     | 芝1000m（稍） | 14    | 6     | 9     | 017.0（8人）    | 11着 | -059.6 | 0嶋田功   | 52        | クリノナミ         |
| 0000.10.21 | 東京   | りんどう賞    | 2下 | 芝1400m（良） | 14    | 4     | 6     | 022.2（6人）    | 04着 | 1:25.5 | 0中島啓之 | 52        | キクカギョクリュウ |
| 0000.11.05 | 東京   | 白菊賞        | 2下 | 芝1400m（良） | 9     | 5     | 5     | 005.9（3人）    | 06着 | 1:25.2 | 0中島啓之 | 52        | カミノテシオ       |
| 0000.12.03 | 東京   | 3歳200万下    |     | 芝1400m（良） | 16    | 2     | 4     | 007.3（2人）    | 04着 | 1:26.1 | 0小島太   | 53        | トウコウアコ       |
| 0000.12.29 | 中山   | 3歳200万下    |     | 芝1600m（不） | 15    | 7     | 12    | 006.1（2人）    | 05着 | 1:44.2 | 0小島太   | 53        | リンネルンド       |
| 1973.01.20 | 東京   | 若竹賞        | 2下 | 芝1600m（重） | 11    | 7     | 9     | 013.7（4人）    | 01着 | 1:38.6 | 0小島太   | 54        | (スピードリッチ)   |
| 0000.02.11 | 東京   | 東京4歳S      |     | 芝1800m（良） | 9     | 6     | 6     | 011.9（3人）    | 03着 | 1:49.8 | 0小島太   | 54        | スピードリッチ     |
| 0000.03.04 | 中山   | 弥生賞        |     | 芝1800m（良） | 10    | 3     | 3     | 021.9（4人）    | 07着 | 1:52.1 | 0嶋田功   | 55        | ハイセイコー       |
| 0000.04.28 | 東京   | 4歳中距離S    | 5下 | 芝2000m（稍） | 12    | 2     | 2     | 004.2（1人）    | 01着 | 2:03.9 | 0嶋田功   | 54        | (サクラチェス)     |
| 0000.05.27 | 東京   | 東京優駿      |     | 芝2400m（良） | 28    | 7     | 21    | 069.2（9人）    | 01着 | 2:27.8 | 0嶋田功   | 57        | (イチフジイサミ)   |
| 0000.10.21 | 京都   | 京都新聞杯    |     | 芝2000m（不） | 13    | 7     | 11    | 031.7（6人）    | 08着 | 2:09.1 | 0嶋田功   | 57        | トーヨーチカラ     |
| 0000.11.11 | 京都   | 菊花賞        |     | 芝3000m（稍） | 15    | 6     | 11    | 012.1（6人）    | 01着 | 3:14.2 | 0武邦彦   | 57        | (ハイセイコー)     |
| 1974.01.20 | 東京   | AJCC          |     | 芝2400m（良） | 10    | 1     | 1     | 009.3（3人）    | 01着 | 2:27.5 | 0小島太   | 57        | (ブルスイショー)   |
| 0000.03.10 | 中山   | 中山記念      |     | 芝1800m（不） | 9     | 1     | 1     | 003.6（2人）    | 03着 | 1:54.3 | 0嶋田功   | 58        | ハイセイコー       |
| 0000.05.05 | 京都   | 天皇賞        |     | 芝3200m（良） | 16    | 1     | 1     | 004.8（2人）    | 01着 | 3:22.6 | 0嶋田功   | 58        | (ストロングエイト) |
| 0000.11.09 | 東京   | 4歳上オープン |     | 芝1800m（良） | 8     | 4     | 4     | 006.3（2人）    | 05着 | 1:50.0 | 0嶋田功   | 59        | ヤマブキオー       |
| 0000.12.15 | 中山   | 有馬記念      |     | 芝2500m（稍） | 9     | 5     | 5     | 004.2（1人）    | 03着 | 2:36.7 | 0嶋田功   | 56        | タニノチカラ       |

## 血統表
| タケホープの血統                   | タケホープの血統                          | タケホープの血統                | （血統表の出典）                | （血統表の出典） |
| 父系                               | ネアルコ系                                | ネアルコ系                      | ネアルコ系                      | [ § 2 ]          |
| 父 *インディアナ Indiana 1961 鹿毛 | 父の父Sayajirao 1944 黒鹿毛               | Nearco                          | Pharos                          | Pharos           |
| 父 *インディアナ Indiana 1961 鹿毛 | 父の父Sayajirao 1944 黒鹿毛               | Nearco                          | Nogara                          |                  |
| 父 *インディアナ Indiana 1961 鹿毛 | 父の父Sayajirao 1944 黒鹿毛               | Rosy Legend                     | Dark Legend                     | Dark Legend      |
| 父 *インディアナ Indiana 1961 鹿毛 | 父の父Sayajirao 1944 黒鹿毛               | Rosy Legend                     | Rosy Cheeks                     |                  |
| 父 *インディアナ Indiana 1961 鹿毛 | 父の母Willow Ann 1942                     | Solario                         | Gainsborough                    | Gainsborough     |
| 父 *インディアナ Indiana 1961 鹿毛 | 父の母Willow Ann 1942                     | Solario                         | Sun Worship                     |                  |
| 父 *インディアナ Indiana 1961 鹿毛 | 父の母Willow Ann 1942                     | Court of Appeal                 | Apelle                          | Apelle           |
| 父 *インディアナ Indiana 1961 鹿毛 | 父の母Willow Ann 1942                     | Court of Appeal                 | Brown Princess                  |                  |
| 母 ハヤフブキ 1963 黒鹿毛          | 母の父*タリヤートス Tulyartos 1957 黒鹿毛 | Tulyar                          | Tehran                          | Tehran           |
| 母 ハヤフブキ 1963 黒鹿毛          | 母の父*タリヤートス Tulyartos 1957 黒鹿毛 | Tulyar                          | Neocracy                        |                  |
| 母 ハヤフブキ 1963 黒鹿毛          | 母の父*タリヤートス Tulyartos 1957 黒鹿毛 | Certosa                         | Prince Chevalier                | Prince Chevalier |
| 母 ハヤフブキ 1963 黒鹿毛          | 母の父*タリヤートス Tulyartos 1957 黒鹿毛 | Certosa                         | Arctic Sun                      |                  |
| 母 ハヤフブキ 1963 黒鹿毛          | 母の母ラインランド 1957 鹿毛              | *ライジングフレーム             | The Phoenix                     | The Phoenix      |
| 母 ハヤフブキ 1963 黒鹿毛          | 母の母ラインランド 1957 鹿毛              | *ライジングフレーム             | Admirable                       |                  |
| 母 ハヤフブキ 1963 黒鹿毛          | 母の母ラインランド 1957 鹿毛              | マーヴェラス                    | *プリメロ                       | *プリメロ        |
| 母 ハヤフブキ 1963 黒鹿毛          | 母の母ラインランド 1957 鹿毛              | マーヴェラス                    | オーマツカゼ                    |                  |
| 母系(F-No.)                        | ビユーチフルドリーマー系(FN:12)           | ビユーチフルドリーマー系(FN:12) | ビユーチフルドリーマー系(FN:12) | [ § 3 ]          |
| 5代内の近親交配                    | Nearco3×5.5.5=21.88%                      | Nearco3×5.5.5=21.88%            | Nearco3×5.5.5=21.88%            | [ § 4 ]          |
| 出典                               | 1. 2. 3. 4.                               | 1. 2. 3. 4.                     | 1. 2. 3. 4.                     | 1. 2. 3. 4.      |